# Slavic Spirits
Slavic Spirits (tłum. z ang. "Słowiańskie dusze") – drugi album studyjny, a pierwszy autorski, polskiego zespołu jazzowego EABS, wydany 24 maja 2019 przez Astigmatic Records (nr kat. AR009).
W styczniu 2025 nagrania uzyskały certyfikat złotej płyty.

## Lista utworów
| Nr | Tytuł utworu                                           | Długość |
| -- | ------------------------------------------------------ | ------- |
| 1. | „Ciemność - The Darkness”                              | 3:19    |
| 2. | „Leszy - Woodland Spirit”                              | 10:27   |
| 3. | „Południca - The Noon Witch”                           | 7:55    |
| 4. | „Ślęża (Mgła) - The Ślęża (The Fog)”                   | 3:14    |
| 5. | „Ślęża - The Ślęża”                                    | 8:18    |
| 6. | „Przywitanie Słońca (Rytuał) - Sun Worship (The Rite)” | 1:33    |
| 7. | „Przywitanie Słońca - Sun Worship”                     | 8:56    |
|    |                                                        | 43:42   |